# Remembrance (Joe-McPhee-Album)
Remembrance ist ein Jazzalbum von Joe McPhee, Michael Bisio, Raymond Boni und Paul Harding. Die 2001 auf dem Earshot Jazz Festival in Seattle entstandenen Aufnahmen erschienen 2005 auf CJR Records.

## Hintergrund
McPhees Zusammenarbeit mit dem Gitarristen Raymond Boni geht auf die Veröffentlichung des Albums Old Eyes von 1979 zurück. Sie haben ihre musikalische Partnerschaft im Laufe der Jahre erneuert, am bemerkenswertesten mit dem Duoalbum Voices And Dreams aus dem Jahr 2001, schrieb Robert Iannapollo. McPhhe trat 2001 mit Michael Bisio, Raymond Boni, und Paul Harding live beim Earshot Jazz Festival in Seattle auf. McPhee bleibt hauptsächlich beim Sopransaxophon; gelegentlich wechselt er zur Taschentrompete. Die Tracks des Albums umfassen vier Teile einer Suite, wobei das Eröffnungs- und Schlussstück „Remembrance (Opening)“ und „Remembrance (Closing)“ praktisch das gesamte Album ausfüllen. Paul Harding lässt seine musikalischen und existenziellen Referenzen in „This Is Where I Live“ erkennen, einem kurzen Gedicht im Stil von Jack Kerouac und Amiri Baraka, notierte Steven Loewy. „In the End There Is Peace“ ist ein Solo-Feature für den Bassisten Michael Bisio. In der Abschluss-Sequenz „Remembrance (Closing)“ zitiert McPhee auf dem Sopransaxophon „Blue Monk“ von Thelonious Monk, dass dieser Steve Lacy gewidmet hatte.
Remembrance erschien auf dem reaktivierten CJR-Label, das die ersten vier Veröffentlichungen unter McPhees Namen herausgab.

## Titelliste
- Joe McPhee, Michael Bisio, Raymond Boni, Paul Harding: Remembrance ()[3]

1. Part I: Remembrance (Opening) 22:57
2. Part II: This Is Where I Live 6:29
3. Part III: In The End There Is Peace 8:15
4. Part IV: Remembrance (Closing) 16:17

## Rezeption

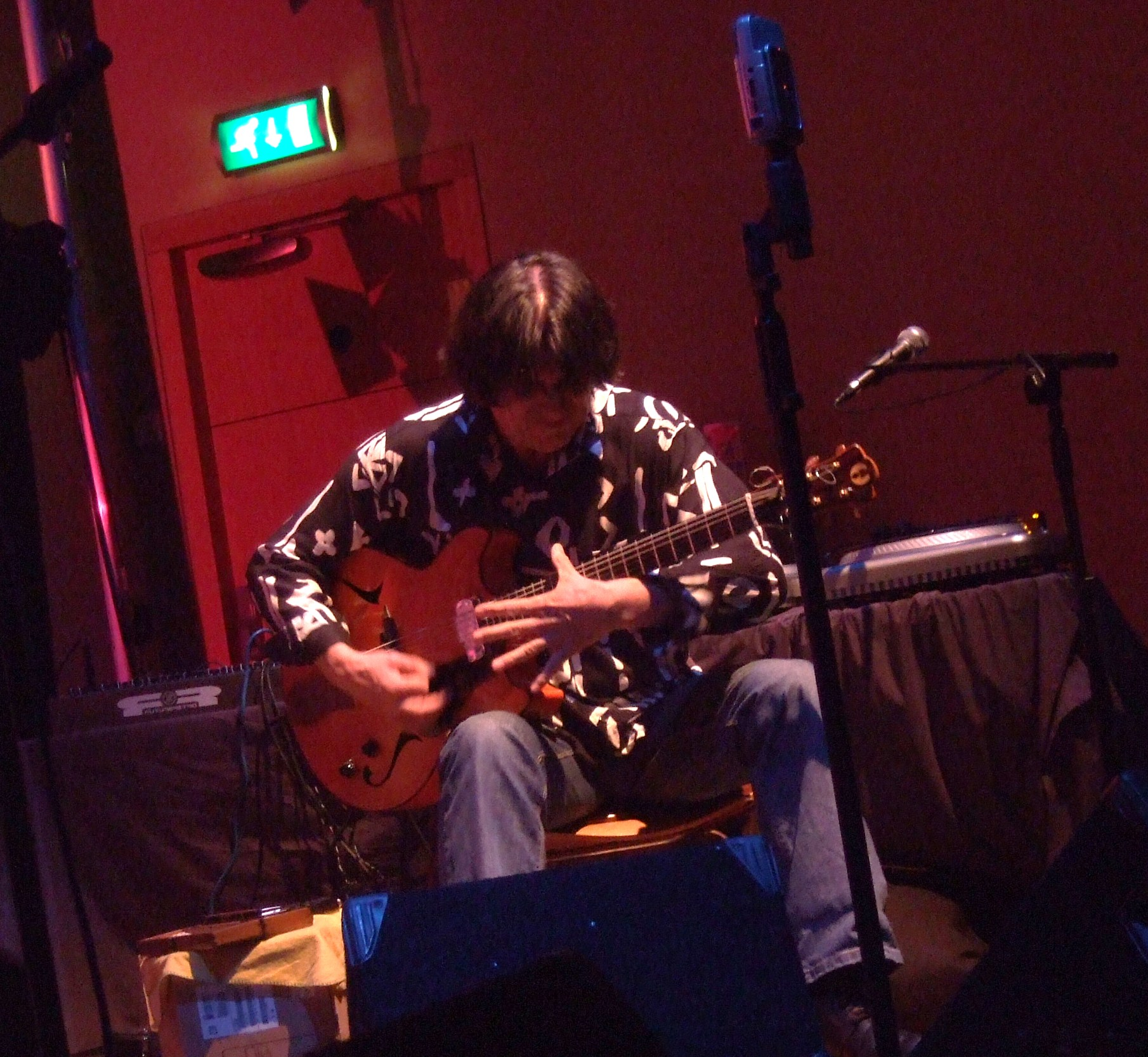
Raymond Boni

Steve Loewy verlieh dem Album in Allmusic vier Sterne und schrieb, Joe McPhee, Michael Bisio, Raymond Boni und Paul Harding würden hier in bester Verfassung präsentiert und zeigten die Kraft des sensiblen, hochwertigen Spiels.
Nach Ansicht von Robert Iannapollo, der das Album in All About Jazz rezensierte, hätten Bisio und Boni, obwohl sie [zu dieser Zeit] selten zusammen gespielt haben, eine sympathetische Beziehung zueinander. Der zweiteilige Titeltrack, der mit den leisesten Klängen von Bisios gestrichenem Bass beginnt, sei eine 40-minütige freie Improvisation, die sich durch viele Gipfel und Täler winde. Nach der sehr intensiven Version von Blue Monk folgte eine fünfminütige Coda des Saxophons, die leise beginne und immer leiser werde.